# Браун, Уильям Линкольн
Уильям Линкольн Браун (англ. William Lincoln Brown) (1862—1940) — второй регистратор авторских прав (1934—1936) в ведомстве по авторскому праву США. Он руководил управлением в то время, когда Конгресс США предлагать принять закон об авторском праве США , в результате чего был принят закон авторском праве 1909 года и последующий закон об авторском праве 1976 года. Годы работы регистратором — исполняющий обязанности — 1930—1934, регистратор — 1934—1936.

## Биография
Родился Браун в городе Брустер, штат Массачусетс (Brewster, Massachusetts) в 1862 году. Он был прямым потомком Иосия Бартлет (Josiah Bartlett), который подписал Декларацию независимости Соединенных штатов Америки 4 июля 1776 года. Браун приехал в округ Колумбия в 1907 году.
С 1907 года Уильям Линкольн Браун работал начальником бухгалтерского отдела Бюро по охране авторских прав, потом дослужился до руководителя этой организации.
В 1917 году он покинул организацию и стал офицером американской библиотечной Ассоциации, однако вернулся спустя три года. Браун работал исполняющим обязанности руководителя Бюро по охране авторских прав после выхода на пенсию в 1930 году Торвальда Сольберга. Исполняющим обязанности он работал в 1930—1934 годах, в 1934—1936 годах работал руководителем Бюро охраны авторских прав. 1 июля 1936 он оставил должность регистратора.
В 1937 году в отчете Register of Copyrights о нем написано: «тихий и грамотный администратор, человек с высокими личными идеалами и сильным чувством долга и справедливости.»
Браун был членом Американской библиотечной ассоциации (American Library Association) и Сыновей американской революции (Sons of the American Revolution). Он был одним из первых организаторов движения бойскаутов в округе Колумбия США.
В 1931 году вместе с представителями Смитсоновского института, Военно-морской обсерватории, патентного ведомства и с другими высокопоставленными лицами присутствовал на церемонии тестирования прожектора с мощностью, эквивалентной 300 миллионам свечей в Хайнс-Пойнте (Hains Point), который был предложен в качестве национального мемориала Томаса Эдисона.
Браун умер 11 февраля 1940 года.